# 하이딘
하이딘(본명: 송방현, 1996년 6월 25일 ~ )은 대한민국의 전직 리그 오브 레전드 프로게이머이다. 선수 시절 아이디는 HighDin이고 포지션은 서포터였다.

## 선수 시절
2016년 11월 1일, 라이징 스타 게이밍에 입단하면서 프로 커리어를 시작했다.
2018시즌을 앞두고 APK 프린스에 입단했다.
2019시즌을 앞두고 브리온 블레이드에 입단했다.

## 지도자 생활
2022년 5월 22일, 프레딧 브리온의 2군 코치로 부임했다.

## 소속팀
| # | 팀명               | 소속 기간             | 소속 리그 | 비고 |
| - | ------------------ | --------------------- | --------- | ---- |
| 1 | 라이징 스타 게이밍 | 2016.11.01~2017.06.02 | CK        |      |
| 2 | APK 프린스         | 2017.12~2018.11       | CK        |      |
| 3 | 브리온 블레이드    | 2018.12.12~2019.01.20 | CK        |      |